# Зігфрід Клаассен
Зігфрід Клаассен (нім. Siegfried Claassen; 5 грудня 1884, Тігенгоф — 7 червня 1951, Гамбург) — німецький офіцер, контрадмірал крігсмаріне.

## Біографія
1 квітня 1902 року вступив в кайзерліхмаріне. З травня 1911 року — командир торпедного катера «Таку», з яким діяв біля берегів Китаю. З травня 1913 року — 1-й торпедний офіцер на лінкорі «Ганновер». Учасник Першої світової війни. З грудня 1916 року — навігаційний офіцер на кораблі «Пруссія». В січні-квітні 1917 року — 1-й торпедний офіцер на лінкорі «Вестфалія». В середині 1917 року направлений в училище підводників. З 17 листопада 1917 по 28 лютого 1918 року — командир підводного човна U-52, після чого служив на верфях в Кілі як асистент з питань підводних човнів. Після війни служив у морській бригаді Вільфріда фон Левенфельда.
Після демобілізації армії залишений в рейхсмаріне. З 1926 року — штабний офіцер військово-морського училища в Фленсбурзі-Мюрвіку. З 1931 року — начальник штабу і управління верфей Головного морського управління. 30 червня 1933 року вийшов у відставку.
1 січня 1939 року переданий в розпорядження крігсмаріне, 3 вересня призначений суддею призового суду Гамбурга. 16 грудня 1942 року переданий в розпорядження командувача-адмірала військово-морської станції «Нордзе». 31 січня 1943 року остаточно звільнений у відставку.

## Звання
- Кадет (1 квітня 1902)
- Фенріх-цур-зее (11 квітня 1903)
- Лейтенант-цур-зее (29 вересня 1905)
- Оберлейтенант-цур-зее (30 березня 1908)
- Капітан-лейтенант (15 листопада 1913)
- Корветтен-капітан (1 січня 1921)
- Фрегаттен-капітан (1 січня 1928)
- Капітан-цур-зее (1 квітня 1929)
- Контрадмірал запасу (30 червня 1933)
- Контрадмірал до розпорядження (1 січня 1943)

## Нагороди
- Залізний хрест 2-го і 1-го класу
- Сілезький Орел 2-го ступеня
- Хрест Левенфельда
- Хрест «За вислугу років» (Пруссія)
- Почесний хрест ветерана війни з мечами